# Frinsted
Frinsted (även: Frinstead) är en ort och civil parish i grevskapet Kent i sydöstra England. Orten ligger i distriktet Maidstone, cirka 6 kilometer söder om Sittingbourne. Civil parishen hade 168 invånare vid folkräkningen år 2021.